# Cosmophasis
Cosmophasis este un gen de păianjeni din familia Salticidae.

## Specii[1]
- Cosmophasis albipes
- Cosmophasis albomaculata
- Cosmophasis arborea
- Cosmophasis australis
- Cosmophasis betsyae
- Cosmophasis bitaeniata
- Cosmophasis chlorophthalma
- Cosmophasis chopardi
- Cosmophasis cypria
- Cosmophasis depilata
- Cosmophasis estrellaensis
- Cosmophasis fagei
- Cosmophasis fazanica
- Cosmophasis lami
- Cosmophasis laticlavia
- Cosmophasis lucidiventris
- Cosmophasis maculiventris
- Cosmophasis marxi
- Cosmophasis masarangi
- Cosmophasis micans
- Cosmophasis micarioides
- Cosmophasis miniaceomicans
- Cosmophasis modesta
- Cosmophasis monacha
- Cosmophasis muralis
- Cosmophasis obscura
- Cosmophasis olorina
- Cosmophasis orsimoides
- Cosmophasis parangpilota
- Cosmophasis psittacina
- Cosmophasis pulchella
- Cosmophasis quadricincta
- Cosmophasis risbeci
- Cosmophasis sp-aus
- Cosmophasis squamata
- Cosmophasis strandi
- Cosmophasis thalassina
- Cosmophasis tricincta
- Cosmophasis triopina
- Cosmophasis umbratica
- Cosmophasis valerieae
- Cosmophasis viridifasciata